# Adesso (Lisa)
Adesso è un singolo della cantante italiana Lisa pubblicato nel 2002 solo in Francia per un progetto contro la pedofilia: i suoi ricavi infatti andarono tutti in beneficenza. Il singolo ebbe molto successo in Francia rimanendo per 7 settimane nella rispettiva classifica.
La canzone è una cover del brano I Want to Know What Love Is dei Foreigner.

## Video
Il video è ambientato in una nave al largo, su cui sono imbarcati la cantante e alcuni bambini.

## Classifiche
| Classifica (2002) | Posizione |
| ----------------- | --------- |
| Francia           | 34        |